# WTA-seizoen 1998

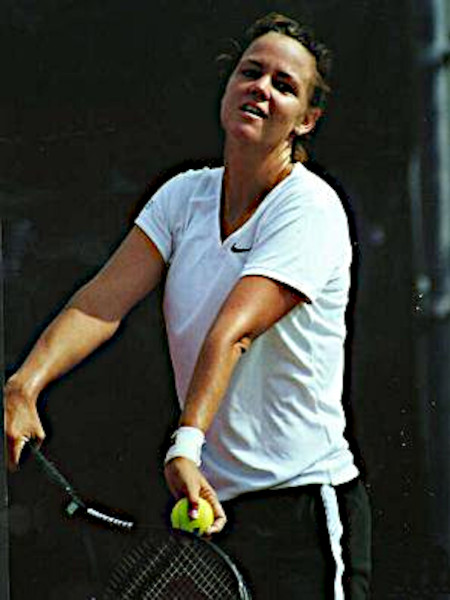
Winnares van de meeste enkelspeltitels: Lindsay Davenport

De WTA organiseerde in het seizoen 1998 onderstaande tennistoernooien.

## Winnaressen enkelspel met meer dan twee titels
| speelster         | aantal titels |
| ----------------- | ------------- |
| Lindsay Davenport | 6             |
| Patty Schnyder    | 5             |
| Martina Hingis    | 4             |
| Jana Novotná      | 4             |
| Mary Pierce       | 4             |
| Steffi Graf       | 3             |
| Venus Williams    | 3             |

## WTA-toernooikalender 1998
| Startdatum hoofdtoernooi | Officiële naam van het toernooi | Land, stad                         | Cat.     | ($)       | Ondergrond        | Winnares enkelspel       |         |
| ------------------------ | ------------------------------- | ---------------------------------- | -------- | --------- | ----------------- | ------------------------ | ------- |
| 1998-01-04               | Thalgo Hardcourt Champ's        | Australië, Hope Island             | Tier III | 164.250   | hardcourt, buiten | Ai Sugiyama              | details |
| 1998-01-05               | ASB Bank Classic                | Nieuw-Zeeland, Auckland            | Tier IV  | 107.500   | hardcourt, buiten | Dominique Van Roost      | details |
| 1998-01-11               | Sydney International            | Australië, Sydney                  | Tier II  | 342.500   | hardcourt, buiten | Arantxa Sánchez          | details |
| 1998-01-11               | ANZ Tasmanian Int'l             | Australië, Hobart                  | Tier IV  | 107.500   | hardcourt, buiten | Patty Schnyder           | details |
| 1998-01-19               | Australian Open                 | Australië, Melbourne               | G.S.     | 3.217.298 | hardcourt, buiten | Martina Hingis           | details |
| 1998-02-03               | Toray Pan Pacific Open          | Japan, Tokio                       | Tier I   | 926.250   | tapijt, binnen    | Lindsay Davenport        | details |
| 1998-02-09               | Open Gaz de France              | Frankrijk, Parijs                  | Tier II  | 450.000   | tapijt, binnen    | Mary Pierce              | details |
| 1998-02-16               | Copa Colsanitas                 | Colombia, Bogota                   | Tier IV  | 107.500   | gravel, buiten    | Paola Suárez             | details |
| 1998-02-16               | Faber Grand Prix                | Duitsland, Hannover                | Tier II  | 450.000   | tapijt, binnen    | Patty Schnyder           | details |
| 1998-02-23               | Generali Ladies Tennis GP       | Oostenrijk, Linz                   | Tier II  | 450.000   | hardcourt, binnen | Jana Novotná             | details |
| 1998-02-23               | IGA Tennis Classic              | Verenigde Staten, Oklahoma         | Tier III | 164.250   | hardcourt, binnen | Venus Williams           | details |
| 1998-03-06               | State Farm Evert Cup            | Verenigde Staten, Indian Wells     | Tier I   | 1.250.000 | hardcourt, buiten | Martina Hingis           | details |
| 1998-03-19               | The Lipton Champ’s              | Verenigde Staten, Miami            | Tier I   | 1.900.000 | hardcourt, buiten | Venus Williams           | details |
| 1998-03-30               | Family Circle Cup               | Verenigde Staten, Hilton Head Isl. | Tier I   | 926.250   | gravel, buiten    | Amanda Coetzer           | details |
| 1998-04-06               | Bausch & Lomb Champ's           | Verenigde Staten, Amelia Island    | Tier II  | 450.000   | gravel, buiten    | Mary Pierce              | details |
| 1998-04-13               | Japan Open                      | Japan, Tokio                       | Tier III | 164.250   | hardcourt, buiten | Ai Sugiyama              | details |
| 1998-04-13               | Makarska Int'l Ladies           | Kroatië, Makarska                  | Tier IV  | 107.500   | gravel, buiten    | Květa Hrdličková         | details |
| 1998-04-20               | Budapest Lotto Open             | Hongarije, Boedapest               | Tier IV  | 107.500   | gravel, buiten    | Virginia Ruano Pascual   | details |
| 1998-04-27               | Croatian Bol Ladies Open        | Kroatië, Bol                       | Tier IV  | 107.500   | gravel, buiten    | Mirjana Lučić            | details |
| 1998-04-27               | Intersport Damen GP             | Duitsland, Hamburg                 | Tier II  | 450.000   | gravel, buiten    | Martina Hingis           | details |
| 1998-05-04               | Italian Int'l Champ's           | Italië, Rome                       | Tier I   | 926.250   | gravel, buiten    | Martina Hingis           | details |
| 1998-05-11               | German Open                     | Duitsland, Berlijn                 | Tier I   | 926.250   | gravel, buiten    | Conchita Martínez        | details |
| 1998-05-18               | Internationaux de Strasbourg    | Frankrijk, Straatsburg             | Tier III | 200.000   | gravel, buiten    | Irina Spîrlea            | details |
| 1998-05-18               | Open Paginas Amarillas          | Spanje, Madrid                     | Tier III | 164.250   | gravel, buiten    | Patty Schnyder           | details |
| 1998-05-25               | Roland Garros                   | Frankrijk, Parijs                  | G.S.     | 4.105.011 | gravel, buiten    | Arantxa Sánchez          | details |
| 1998-06-08               | DFS Classic                     | Verenigd Koninkrijk, Birmingham    | Tier III | 164.250   | gras, buiten      | wegens regen geen finale | details |
| 1998-06-15               | Direct Line International       | Verenigd Koninkrijk, Eastbourne    | Tier II  | 450.000   | gras, buiten      | Jana Novotná             | details |
| 1998-06-15               | Heineken Trophy                 | Nederland, Rosmalen                | Tier III | 164.250   | gras, buiten      | Julie Halard-Decugis     | details |
| 1998-06-22               | Wimbledon                       | Verenigd Koninkrijk, Londen        | G.S.     | 4.404.163 | gras, buiten      | Jana Novotná             | details |
| 1998-07-06               | Piberstein Styria Open          | Oostenrijk, Maria Lankowitz        | Tier IV  | 107.500   | gravel, buiten    | Patty Schnyder           | details |
| 1998-07-06               | Škoda Czech Open                | Tsjechië, Praag                    | Tier III | 160.000   | gravel, buiten    | Jana Novotná             | details |
| 1998-07-13               | Warsaw Cup                      | Polen, Warschau                    | Tier III | 164.250   | gravel, buiten    | Conchita Martínez        | details |
| 1998-07-13               | Internazionali Femminili        | Italië, Palermo                    | Tier IV  | 107.500   | gravel, buiten    | Patty Schnyder           | details |
| 1998-07-27               | Bank of the West Classic        | Verenigde Staten, Stanford         | Tier II  | 450.000   | hardcourt, buiten | Lindsay Davenport        | details |
| 1998-07-27               | Prokom Polish Open              | Polen, Sopot                       | Tier IV  | 107.500   | gravel, buiten    | Henrieta Nagyová         | details |
| 1998-08-03               | Enka Open Istanbul              | Turkije, Istanbul                  | Tier IV  | 107.500   | hardcourt, buiten | Henrieta Nagyová         | details |
| 1998-08-03               | Toshiba Classic                 | Verenigde Staten, San Diego        | Tier II  | 450.000   | hardcourt, buiten | Lindsay Davenport        | details |
| 1998-08-10               | Boston Cup                      | Verenigde Staten, Boston           | Tier III | 164.250   | hardcourt, buiten | Mariaan de Swardt        | details |
| 1998-08-10               | Acura Classic                   | Verenigde Staten, Los Angeles      | Tier II  | 450.000   | hardcourt, buiten | Lindsay Davenport        | details |
| 1998-08-16               | Omnium du Maurier               | Canada, Montréal                   | Tier I   | 926.250   | hardcourt, buiten | Monica Seles             | details |
| 1998-08-24               | Pilot Pen International         | Verenigde Staten, New Haven        | Tier II  | 450.000   | hardcourt, buiten | Steffi Graf              | details |
| 1998-08-31               | US Open                         | Verenigde Staten, New York         | G.S.     | 6.012.000 | hardcourt, buiten | Lindsay Davenport        | details |
| 1998-09-21               | Toyota Princess Cup             | Japan, Tokio                       | Tier II  | 450.000   | hardcourt, buiten | Monica Seles             | details |
| 1998-09-29               | Grand Slam Cup                  | Duitsland, München                 | ITF      | 1.987.200 | hardcourt, binnen | Venus Williams           | details |
| 1998-10-05               | Porsche Tennis Grand Prix       | Duitsland, Filderstadt             | Tier II  | 450.000   | hardcourt, binnen | Sandrine Testud          | details |
| 1998-10-12               | European Champ's/Swisscom       | Zwitserland, Zürich                | Tier I   | 926.250   | tapijt, binnen    | Lindsay Davenport        | details |
| 1998-10-19               | Kremlin Cup                     | Rusland, Moskou                    | Tier I   | 1.000.000 | tapijt, binnen    | Mary Pierce              | details |
| 1998-10-26               | Seat Open                       | Luxemburg, Luxemburg               | Tier III | 164.250   | tapijt, binnen    | Mary Pierce              | details |
| 1998-10-26               | Bell Challenge                  | Canada, Québec                     | Tier III | 164.250   | tapijt, binnen    | Tara Snyder              | details |
| 1998-11-02               | Sparkassen Cup                  | Duitsland, Leipzig                 | Tier II  | 450.000   | tapijt, binnen    | Steffi Graf              | details |
| 1998-11-09               | Advanta Championships           | Verenigde Staten, Philadelphia     | Tier II  | 450.000   | tapijt, binnen    | Steffi Graf              | details |
| 1998-11-16               | Volvo Women's Open              | Thailand, Pattaya                  | Tier IV  | 107.500   | hardcourt, buiten | Julie Halard-Decugis     | details |
| 1998-11-16               | Chase Championships             | Verenigde Staten, New York         | WTA      | 2.000.000 | tapijt, binnen    | Martina Hingis           | details |

## Primeurs
Speelsters die in 1998 hun eerste WTA-enkelspeltitel wonnen:
- Patty Schnyder (Zwitserland) in Hobart, Australië
- Paola Suárez (Argentinië) in Bogota, Colombia
- Venus Williams (VS) in Oklahoma, OK, VS
- Květa Hrdličková (Peschke) (Tsjechië) in Makarska, Kroatië
- Mariaan de Swardt (Zuid-Afrika) in Boston, MA, VS
- Tara Snyder (VS) in Québec, Canada

## Statistieken toernooien

### Toernooien per ondergrond
| ondergrond   | aantal | buiten/binnen | aantal |
| ------------ | ------ | ------------- | ------ |
| hardcourt    | 22     | buiten        | 18     |
| hardcourt    | 22     | binnen        | 4      |
| gravel       | 16     | buiten        | 16     |
| gravel       | 16     | binnen        | 0      |
| gras         | 4      | buiten        | 4      |
| groen gravel | 1      | buiten        | 1      |
| tapijt       | 10     | binnen        | 10     |
| TOTAAL       | 53     |               |        |